# LK삼양
LK삼양은 사진 및 동영상 촬영용 카메라에 사용되는 교환 렌즈의 개발, 생산, 판매하는 광학 기업이다. 렌즈 설계부터 가공, 조립, 판매까지 전 과정을 자체적으로 수행하고 있다. 최근에는 열화상 솔루션, 머신비전, 우주항공(드론, 인공위성) 분야로 신사업을 확장하며 새로운 성장 동력을 확보하고 있다.

## 역사
LK삼양의 모태인 WAKO㈜는 1972년에 설립되어 1985년부터 카메라를 생산하였고, 2008년부터 DSLR 교환 렌즈 개발 및 출시를 시작했다. 이후 2013년 8월 2일 광학렌즈 사업 부문을 물적분할하여 회사가 설립되었으며 2017년 6월 2일 KOSDAQ에 상장하였다.

## ILC 렌즈

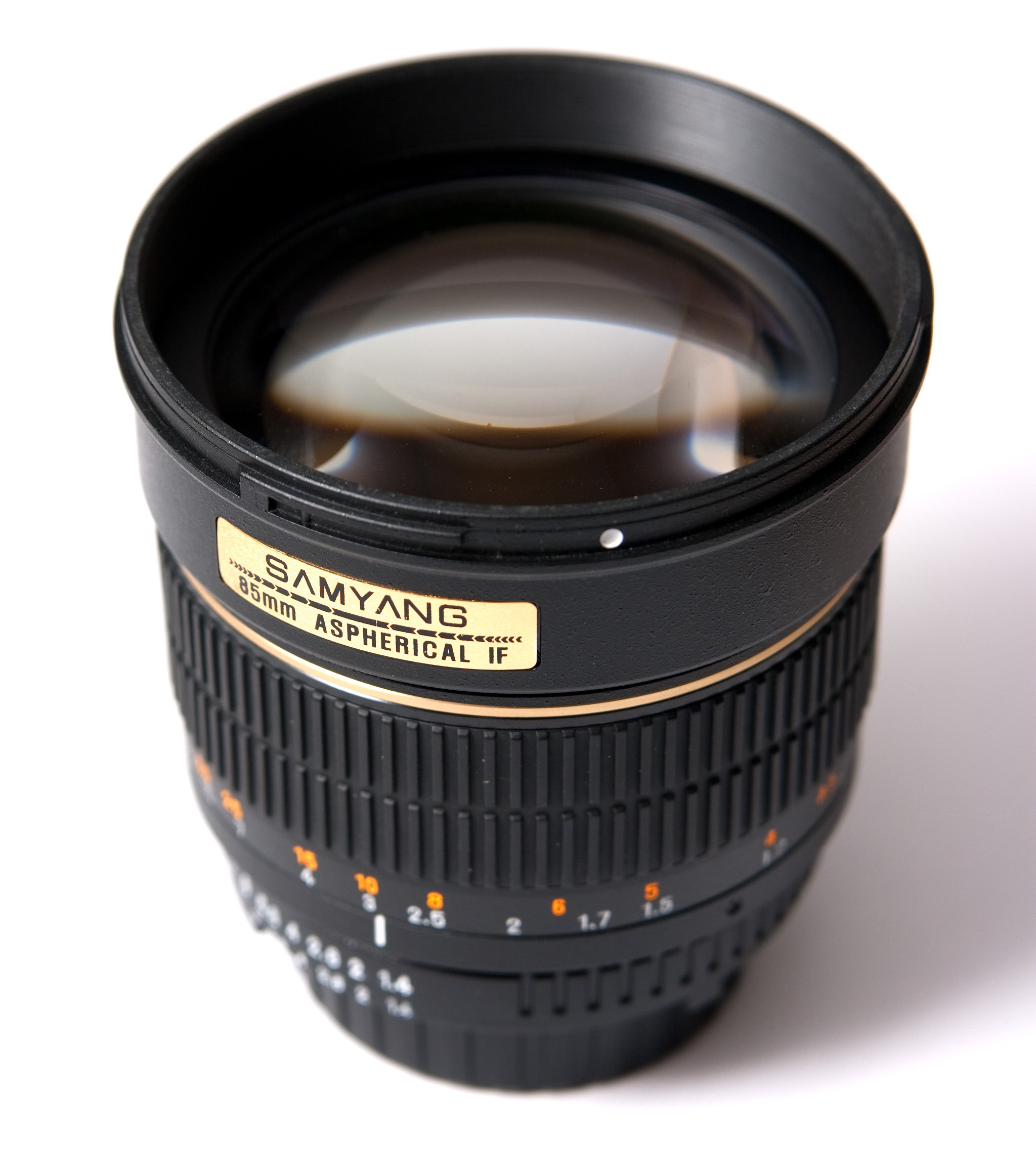
삼양 85mm f/1.4 IF 비구면

### 자동 초점 프라임 렌즈
- Samyang AF 14 mm f/2.8 FE
- Samyang AF 35 mm f/2.8 FE
- Samyang AF 50 mm f/1.4 FE

### 수동 초점 프라임 렌즈

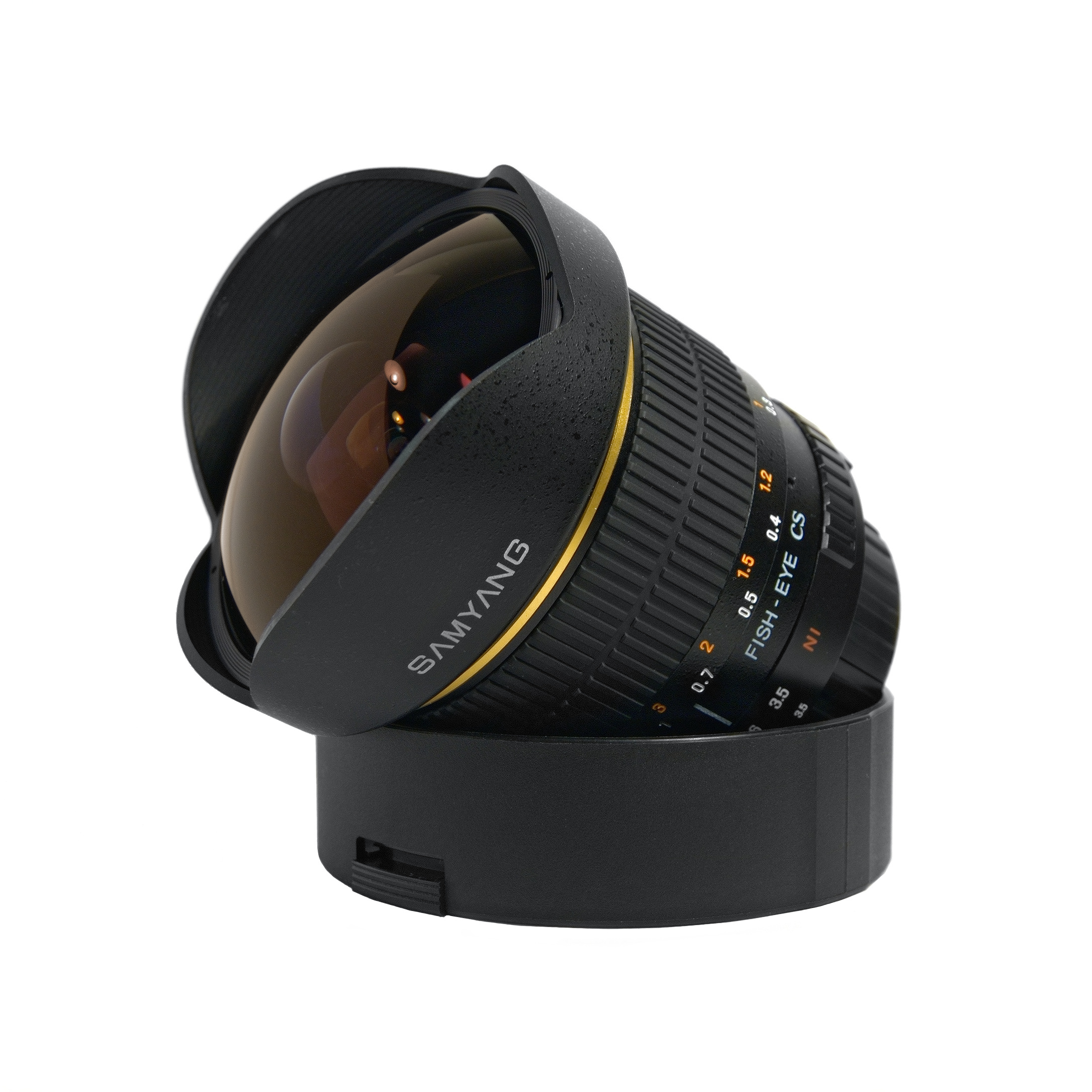
8mm 피시아이 렌즈

- Samyang 7.5mm F3.5 UMC Fisheye MFT - 마이크로 포서즈 시스템 시스템용
- Samyang 8mm F2.8 UMC Fisheye - 다양한 APS-C 미러리스 카메라용
- Samyang 8mm F2.8 UMC II Fisheye - 다양한 APS-C 미러리스 카메라용
- Samyang 8mm f/3.5 Fisheye CS (APS-C / DX 센서용 피시아이)
- Samyang 8mm f/3.5 Fisheye CS II: 후드 탈착 가능 (APS-C / DX 센서용 피시아이)
- Samyang 10mm f/2.8 ED AS NCS CS
- Samyang 12mm f/2.0 NCS CS - 다양한 APS-C 미러리스 카메라용
- Samyang 12mm f/2.8 ED AS NCS fisheye
- Samyang 14mm f/2.8 ED AS IF UMC
- Samyang 16mm f/2.0 ED AS UMC CS
- Samyang 21mm F1.4 ED AS UMC CS[2]
- Samyang 24mm f/1.4 ED AS UMC
- Samyang 35mm F1.4 AS UMC
- Samyang 50mm f/1.4 AS UMC
- Samyang 50mm f/1.2 AS UMC CS[3]
- Samyang 85mm f/1.4 IF Aspherical (및 85mm f/1.4 AS IF UMC)
- Samyang 100mm f/2.8 ED UMC Macro
- Samyang 135mm f/2.0 ED UMC Lens
- Samyang 300mm f/6.3 ED UMC CS Reflex 반사-굴절 망원경 - 다양한 APS-C 미러리스 카메라용
- Samyang 300mm f/6.3 ED UMC CS Reflex 반사-굴절 망원경 - 다양한 APS-C 디지털 일안 반사식 카메라용

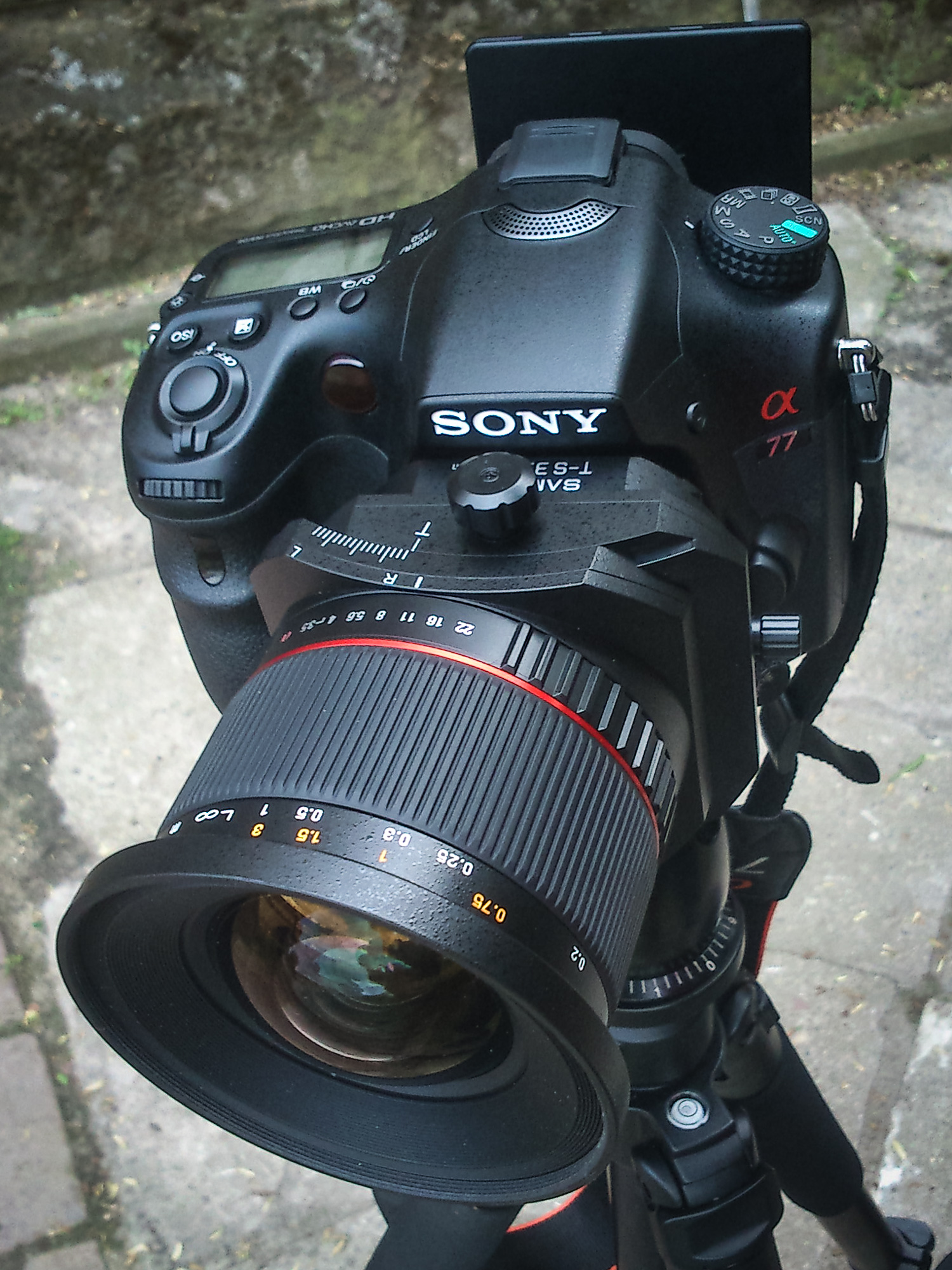
소니 알파 77에 마운트된 삼양 T-S 24mm f/3.5.

- Samyang T-S 24mm f/3.5 ED AS UMC (T-S는 틸트 시프트 렌즈를 뜻한다)

### 수동 초점 프라임반사-굴절 망원경렌즈 (T 마운트)
- Samyang 300mm f/6.3 Reflex
- Samyang 330mm f/5.6
- Samyang 440mm f/5.6
- Samyang 500mm f/6.3
- Samyang 500mm f/8
- Samyang 800mm f/8

### 수동 초점 프라임 렌즈 (T 마운트)

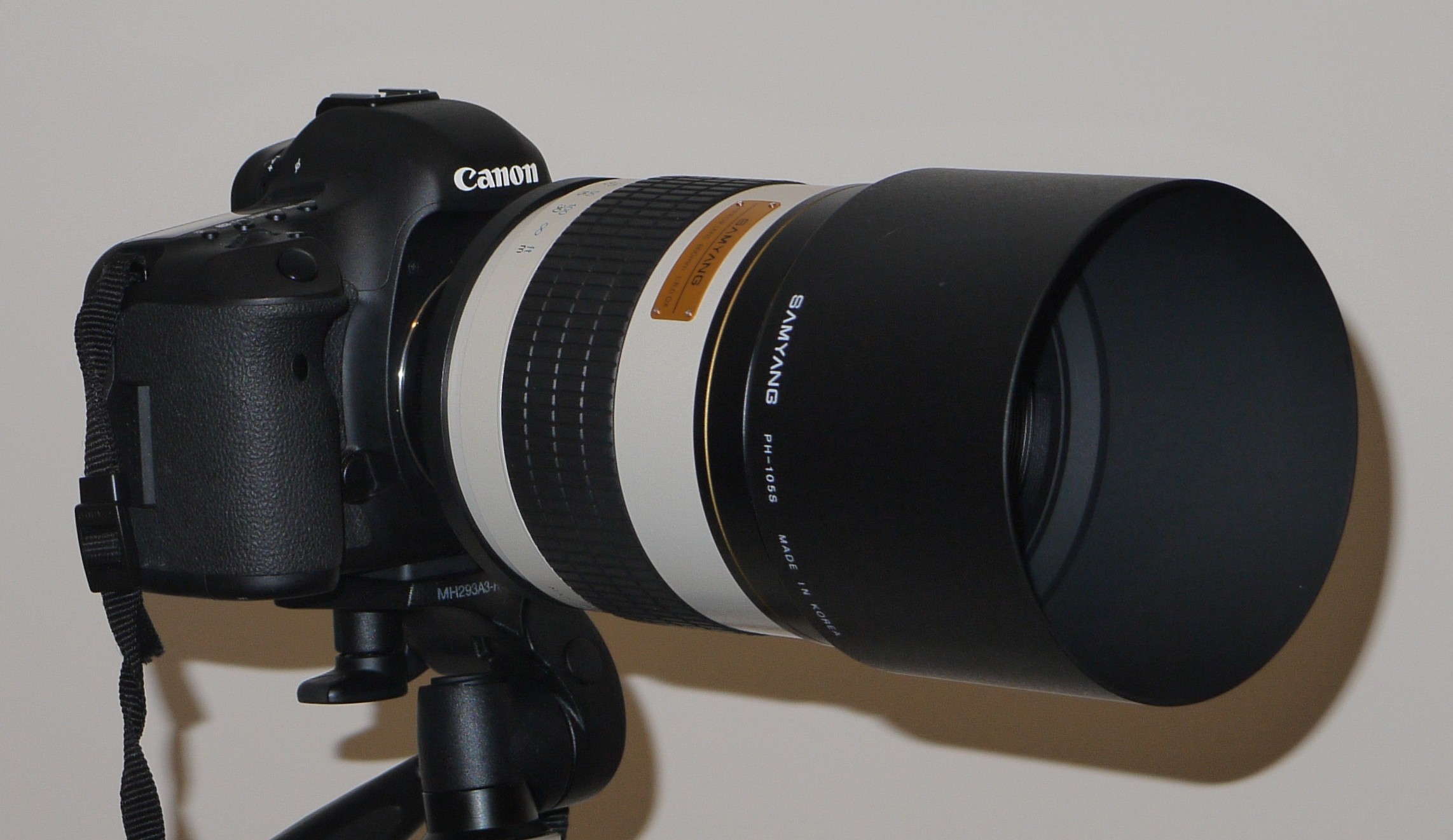
캐논 EOS 5D 마크 III에 마운트된 삼양 800mm f/8 미러 렌즈.

- Samyang 500mm f/5.6
- Samyang 500mm f/8 Preset
- Samyang 500mm f/8 ED
- Samyang 500mm f/8 ED Preset

### 수동 초점 줌 렌즈 (T 마운트)
- Samyang 650-1300mm f/8-16

## 같이 보기
- 니콘 F 마운트